# Phare de Sidi Megdoul
Le phare de Sidi Megdoul est un phare situé sur le côté sud du port d'Essaouira (Région de Marrakech-Safi - Maroc).
Il est géré par l'autorité portuaire et maritime au sein du Ministère de l'équipement, du transport, de la logistique et de l'eau.

## Histoire
Le phare est une tour carrée, avec galerie et lanterne, de 15 m de hauteur. La tour est peinte en blanc, avec la galerie et les angles peintes en jaunes. La lanterne est noire. C'est un feu à occultations à trois secteurs qui émet un éclat (blanc, rouge ou vert), toutes les 4 secondes. Sa hauteur focale est de 19 m au-dessus du niveau de la mer. Il sert de guide d'accès à la rade du port.
Identifiant : ARLHS : MOR036 - Amirauté : D2602 - NGA : 23216 .

### Lien connexe
- Liste des phares du Maroc